# Бахауддин ибн Шаддад
Абу-ль-Махасин Баха ад-Дин Юсуф ибн Рафи, более известный как Баха ад-Дин ибн Шаддад (араб. بهاء الدين بن شداد‎, курд. Behaedînê Şedad; 5 марта  1145 , Мосул — 1234, Алеппо) — курдский историк и мусульманский правовед, биограф Салах ад-Дина. Выполнял обязанности кади в Иерусалиме (1188—1192) и Халебе (1193—1231). Преподавал в школе Низамийя в Багдаде, позднее — в Мосуле. Автор биографии Салах ад-Дина, истории Халеба и трёх книг по мусульманскому праву.

## Биография
Его полное имя: Абуль-Махасин Бахауддин Юсуф ибн Рафи ибн Тамим ибн Шаддад. Бахауддин родился в семье курдов в 1145 году Мосуле (современный Ирак). Образование получил сначала в родном городе, а затем и в Багдаде. После окончания образования преподавал — сначала в Багдаде, а затем в Мосуле. В 1188 году совершил паломничество в Мекку (хадж), посетил Иерусалим и Дамаск. Здесь его пригласил к себе на службу султан Египта Салах-ад-дин, который полностью доверял Бахауддину и назначил его войсковым судьей (кади) в Иерусалиме. Бахауддин составил для Салах-ад-дина трактат о добродетельности священной войны (джихада) с крестоносцами. После смерти Саладина в 1193 году его сын аль-Малик аз-Захир назначил Бахауддина сначала на высокий и доходный пост в Алеппо, а затем и личным советником государя. а этой должности он оставался вплоть до отречения аль-Малика аль-Азиза. Отойдя от дел и не имея наследников и близких родственников, Бахауддин отдал значительную часть своего состояния на основание и поддержку образовательных учреждений Алеппо. Его перу принадлежит ряд сочинений по исламскому праву (фикху) и на другие темы, но наиболее известна составленная им важнейший источник по истории крестовых походов — «Жизнь Салах-ад-дина». Умер Бахауддин в 1234 году в Алеппо.

## Труды
- Vita et res gestae sultani Almalichi Alnasiri Saladini. — Lugdunum Batavorum, 1760.
- The life of Saladin. — London, 1897.
- Саладин. Победитель крестоносцев. — СПб., 2009.